# Pescueza
Pescueza là một thị trấn trong tỉnh Cáceres, Extremadura, Tây Ban Nha. Theo điều tra dân số 2005 (INE), đô thị này có dân số là 167 người.

## Biến động dân số
| 246 | 224 | 213 | 205 | 201 | 189 | 185 | 176 | 167 | 165 | 159 |